# Iridium(III)chloride
Iridium(III)chloride is een anorganische verbinding van iridium en chloor, met als brutoformule IrCl3. De stof komt voor als een donkergroen kristallijn poeder, dat goed oplosbaar is in water. De meer voorkomende vorm is het trihydraat, hetgeen een zeer hygroscopische stof is.

## Synthese
Iridium(III)chloride kan rechtstreeks bereid worden uit reactie van iridium met chloorgas bij 600 °C:
{\displaystyle \mathrm {2\ Ir\ +\ 3\ Cl_{2}\ \longrightarrow 2\ IrCl_{3}} }
Het trihydraat kan bereid worden door behandeling van een oplossing van ammoniumhexachloro-iridaat(IV) met koningswater, waarna reductie met oxaalzuur volgt. De bekomen verbinding moet van luchtzuurstof worden afgesloten, omdat iridium zeer gemakkelijk geoxideerd wordt van Ir(III) tot Ir(IV).

## Kristalstructuur
Van iridium(III)chloride bestaan 2 kristalmodificaties: een monokliene α-vorm en een orthorombische β-vorm. De kristalstructuur is vergelijkbaar met die van aluminiumchloride.

## Toepassingen
Iridium(III)chloride is een grondstof voor de bereiding van talloze andere iridiumverbindingen en -complexen, waaronder Vaska's complex.